# Abondant
Abondant är en kommun i departementet Eure-et-Loir i regionen Centre-Val de Loire i norra Frankrike. Kommunen ligger i kantonen Anet som tillhör arrondissementet Dreux. År 2022 hade Abondant 2 446 invånare.

## Befolkningsutveckling
Antalet invånare i kommunen Abondant
Referens:INSEE